# 광산구의 행정 구역
광산구의 행정 구역은 79개의 법정동과 이것을 관리하는 21개의 행정동으로 구성되어 있다. 광산구의 면적은 222.916 km2이며, 인구는 2012년 8월 1일을 기준으로 다음과 같다.

## 행정 구역
| \| 행정동 \| 한자 \| 면적 \| 세대 \| 인구 \| \| ------- \| ------- \| ------ \| ------- \| ------- \| \| 송정1동 \| 松汀1洞 \| 1.43 \| 4,553 \| 12,224 \| \| 송정2동 \| 松汀2洞 \| 1.14 \| 3,065 \| 7,100 \| \| 도산동 \| 道山洞 \| 4.01 \| 5,686 \| 15,211 \| \| 신흥동 \| 新興洞 \| 5.51 \| 2,166 \| 5,545 \| \| 어룡동 \| 魚龍洞 \| 17.86 \| 8,814 \| 23,508 \| \| 우산동 \| 牛山洞 \| 4.55 \| 10,868 \| 25,039 \| \| 월곡1동 \| 月谷1洞 \| 0.86 \| 5,588 \| 15,033 \| \| 월곡2동 \| 月谷2洞 \| 1.12 \| 7,444 \| 20,833 \| \| 비아동 \| 飛鴉洞 \| 4.92 \| 3,141 \| 7,653 \| \| 첨단1동 \| 尖端1洞 \| 2.22 \| 7,038 \| 24,647 \| \| 첨단2동 \| 尖端2洞 \| 3.45 \| 14,391 \| 43,357 \| \| 신가동 \| 新佳洞 \| 1.58 \| 8,949 \| 25,651 \| \| 운남동 \| 雲南洞 \| 2.84 \| 11,236 \| 34,158 \| \| 신창동 \| 新昌洞 \| 3.98 \| 11,548 \| 33,824 \| \| 수완동 \| 水莞洞 \| 4.62 \| 18,588 \| 57,376 \| \| 하남동 \| 河南洞 \| 15.41 \| 5,140 \| 14,677 \| \| 임곡동 \| 林谷洞 \| 29.82 \| 1,324 \| 2,486 \| \| 동곡동 \| 東谷洞 \| 16.29 \| 1,083 \| 2,266 \| \| 평동 \| 平洞 \| 29.09 \| 1,958 \| 3,889 \| \| 삼도동 \| 三道洞 \| 38.74 \| 1,387 \| 2,815 \| \| 본량동 \| 本良洞 \| 33.48 \| 1,313 \| 2,636 \| \| 광산구 \| 光山區 \| 222.91 \| 135,280 \| 379,928 \| |         |        |         |         |
| 행정동 | 한자    | 면적   | 세대    | 인구    |
| 송정1동 | 松汀1洞 | 1.43   | 4,553   | 12,224  |
| 송정2동 | 松汀2洞 | 1.14   | 3,065   | 7,100   |
| 도산동 | 道山洞  | 4.01   | 5,686   | 15,211  |
| 신흥동 | 新興洞  | 5.51   | 2,166   | 5,545   |
| 어룡동 | 魚龍洞  | 17.86  | 8,814   | 23,508  |
| 우산동 | 牛山洞  | 4.55   | 10,868  | 25,039  |
| 월곡1동 | 月谷1洞 | 0.86   | 5,588   | 15,033  |
| 월곡2동 | 月谷2洞 | 1.12   | 7,444   | 20,833  |
| 비아동 | 飛鴉洞  | 4.92   | 3,141   | 7,653   |
| 첨단1동 | 尖端1洞 | 2.22   | 7,038   | 24,647  |
| 첨단2동 | 尖端2洞 | 3.45   | 14,391  | 43,357  |
| 신가동 | 新佳洞  | 1.58   | 8,949   | 25,651  |
| 운남동 | 雲南洞  | 2.84   | 11,236  | 34,158  |
| 신창동 | 新昌洞  | 3.98   | 11,548  | 33,824  |
| 수완동 | 水莞洞  | 4.62   | 18,588  | 57,376  |
| 하남동 | 河南洞  | 15.41  | 5,140   | 14,677  |
| 임곡동 | 林谷洞  | 29.82  | 1,324   | 2,486   |
| 동곡동 | 東谷洞  | 16.29  | 1,083   | 2,266   |
| 평동 | 平洞    | 29.09  | 1,958   | 3,889   |
| 삼도동 | 三道洞  | 38.74  | 1,387   | 2,815   |
| 본량동 | 本良洞  | 33.48  | 1,313   | 2,636   |
| 광산구 | 光山區  | 222.91 | 135,280 | 379,928 |

## 법정동
| 행정동  | 법정동 |
| ------- | --- |
| 송정1동 | 송정동(松汀洞) |
| 송정2동 | 송정동(松汀洞) |
| 도산동  | 도산동(道山洞), 황룡동(黃龍洞) |
| 신흥동  | 신촌동(新村洞), 도호동(道湖洞) |
| 어룡동  | 박호동(博湖洞), 서봉동(西峰洞), 선암동(仙岩洞), 운수동(雲水洞), 소촌동(素村洞) |
| 우산동  | 우산동(牛山洞) |
| 월곡1동 | 월곡동(月谷洞) (일부) |
| 월곡2동 | 월곡동(月谷洞) (일부), 산정동(山亭洞) (일부) |
| 비아동  | 비아동(飛鴉洞), 도천동(道泉洞), 수완동(水莞洞) (일부) |
| 첨단1동 | 월계동(月桂洞) (일부), 쌍암동(雙岩洞) (일부), 비아동(飛鴉洞) (일부) |
| 첨단2동 | 월계동(月桂洞) (일부), 산월동(山月洞), 쌍암동(雙岩洞) (일부), 수완동(水莞洞) (일부) |
| 신가동  | 신가동(新佳洞) (일부), 신창동(新昌洞) (일부) |
| 운남동  | 신가동(新佳洞) (일부), 운남동(雲南洞) |
| 신창동  | 수완동(水莞洞) (일부), 신창동(新昌洞) (일부) |
| 수완동  | 수완동(水莞洞) (일부), 신가동(新佳洞) (일부), 장덕동(長德洞) (일부), 흑석동(黑石洞) (일부)                                                                                             |
| 하남동  | 하남동(河南洞), 진곡동(眞谷洞), 오선동(鰲仙洞), 안청동(安淸洞), 장수동(長水洞), 산정동(山亭洞) (일부), 장덕동(長德洞) (일부), 흑석동(黑石洞) (일부)                                    |
| 임곡동  | 임곡동(林谷洞), 등임동(登任洞), 산막동(山幕洞), 고룡동(古龍洞), 신룡동(新龍洞), 두정동(斗亭洞), 광산동(光山洞), 오산동(烏山洞), 사호동(沙湖洞)                                         |
| 동곡동  | 하산동(下山洞), 유계동(柳溪洞), 본덕동(本德洞), 용봉동(龍峰洞), 요기동(堯基洞), 복룡동(伏龍洞), 송대동(松大洞)                                                                         |
| 평동    | 옥동(玉洞), 월전동(月田洞), 장록동(長錄洞), 송촌동(松村洞), 지죽동(芝竹洞), 용동(龍洞), 용곡동(龍谷洞), 지정동(池亭洞), 명화동(明花洞), 동산동(東山洞), 연산동(蓮山洞)                 |
| 삼도동  | 도덕동(道德洞), 송산동(松山洞), 지평동(芝坪洞), 오운동(五雲洞), 삼거동(三巨洞), 양동(良洞), 내산동(內山洞), 대산동(大山洞), 송학동(松鶴洞), 신동(新洞), 삼도동(三道洞)                 |
| 본량동  | 남산동(南山洞), 송치동(松峙洞), 산수동(山水洞), 선동(仙洞), 지산동(池山洞), 왕동(旺洞), 북산동(北山洞), 명도동(明道洞), 동호동(東湖洞), 덕림동(德林洞), 양산동(良山洞), 동림동(東林洞) |

## 연혁

### 광산군
- 1935년 10월 1일 광주군 광주읍이 광주부로 승격되어 분리되고, 광주군을 광산군으로 개칭하였다.[2] (12면)

| 조선총독부령 제112호                                                                                  |             |
| 구 행정구역                                                                                           | 신 행정구역 |
| 광주군 광주읍                                                                                         | 광주부 일원 |
| 광주군 석곡면, 지산면, 비아면, 하남면, 임곡면, 송정면, 동곡면, 서창면, 대촌면, 극락면, 서방면, 효지면 | 광산군 일원 |
- 1937년 7월 1일 송정면을 송정읍으로 승격하였다.[3] (1읍 11면)
- 1949년 8월 14일 나주군 평동면, 삼도면, 본량면을 편입하였다. (1읍 14면) 광산군청을 광주시 대의동에서 송정읍 송정리로 이전하였다.
- 1955년 7월 1일 효지면, 석곡면, 극락면, 서방면이 광주시에 편입되었다.[4] (1읍 10면)

| 법률 제361호                                         |                  |
| 구 행정구역                                          | 신 행정구역      |
| 광산군 서방면, 극락면, 효지면 각 일원                | 광주시 일부      |
| 광산군 석곡면 화암리, 청풍리, 망월리, 장등리, 운정리 | 광주시 일부      |
| 광산군 석곡면 덕의리, 충효리, 금곡리                 | 담양군 남면 일부 |
- 1957년 11월 6일 지산면, 대촌면, 서창면이 광주시에 편입되었다.[5] (1읍 7면)

| 법률 제454호                    |                    |
| 구 행정구역                     | 신 행정구역        |
| 광산군 대촌면 일원              | 광주시 일부        |
| 광산군 지산면 일원              | 광주시 일부        |
| 광산군 서창면(송대리 제외) 일원 | 광주시 일부        |
| 광산군 서창면 송대리            | 광산군 동곡면 일부 |
- 1963년 1월 1일 광주시 서호동, 방하동, 신호동이 광산군 서창면으로, 광주시 송석동, 등룡동, 학승동이 광산군 대촌면으로 환원되었다.[6] (1읍 9면)

| 법률 제1175호                 |                    |
| 구 행정구역                   | 신 행정구역        |
| 광주시 서호동, 방하동, 신호동 | 광산군 서창면 일원 |
| 광주시 송석동, 등룡동, 학승동 | 광산군 대촌면 일원 |

### 송정시
- 1986년 11월 1일 광산군 송정읍이 광주의 위성도시로 성장함에 따라 송정시로 승격되었다.[7]

### 광산구
- 1988년 1월 1일 송정시와 광산군이 광주직할시에 편입되고, 광산구가 설치되었다.[8]

| 법률 제3963호                                                                       |             |
| 구 행정구역                                                                         | 신 행정구역 |
| 송정시 일원                                                                         | 광산구 일원 |
| 광산군 일원(비아면, 하남면, 임곡면, 동곡면, 서창면, 대촌면, 평동면, 삼도면, 본량면) | 광산구 일원 |
- 1988년 5월 1일 자치구로 승격하였다.
- 1989년 4월 1일 도촌동(비아출장소)을 도천동으로, 도촌동(대촌출장소)을 도금동으로 개칭하였다.
- 1990년 4월 1일 오산동(하남출장소)을 오선동으로 개칭하였다.
- 1995년 1월 1일 광주광역시 광산구가 되었다.
- 1995년 4월 20일 서창출장소가 서구에, 대촌출장소가 남구에 편입되었다.
- 1997년 6월 5일 비아출장소를 폐지하고 광산구 비아동, 신가동 및 첨단지소를 설치하였다.
- 1998년 10월 15일 출장소를 동으로 전환하였다. 송정3동을 송정2동으로, 용운동과 소촌동을 어룡동으로 합동하였다. (16행정동)
- 2002년 3월 25일 비아동을 첨단동으로 분동하였다. (17행정동)
- 2003년 6월 30일 첨단동을 첨단1동과 첨단2동으로, 신가동을 운남동으로 분동하였다. (19행정동)
- 2009년 9월 1일 신가동을 신창동으로 분동하였다.[9](20행정동)
- 2010년 9월 6일 신가동을 수완동으로 분동하였다.[10](21행정동)